# Auximella minensis
Espèce
Synonymes
- Notolathys minensis Mello-Leitão, 1926

Auximella minensis est une espèce d'araignées aranéomorphes de la famille des Macrobunidae.

## Distribution
Cette espèce est endémique du Minas Gerais au Brésil,. Elle se rencontre vers Ouro Preto.

## Description
La femelle holotype mesure 5 mm.

## Systématique et taxinomie
Cette espèce a été décrite sous le protonyme Notolathys minensis par Mello-Leitão en 1926. Elle est placée dans le genre Auximella par Lehtinen en 1967.

## Étymologie
Son nom d'espèce, composé de min[as] et du suffixe latin -ensis, « qui vit dans, qui habite », lui a été donné en référence au lieu de sa découverte, le Minas Gerais.

## Publication originale
- Mello-Leitão, 1926 : « Algumas aranhas do Brasil meridional. » Boletim do Museu Nacional do Rio de Janeiro, vol. 2, p. 1-18.